# Kinski Paganini
Kinski Paganini är en italiensk film från 1989. Det var Klaus Kinskis enda film som regissör och hans rolltolkning som violinisten Niccolò Paganini blev hans sista filmroll. I filmen medverkar hans son, Nikolai Kinski och hans dåvarande fru, Debora Caprioglio.